# Aísa
Aísa ist eine spanische Gemeinde (municipio) in den Pyrenäen in der Provinz Huesca der Autonomen Gemeinschaft Aragonien. Aísa gehört zur Comarca Jacetania.

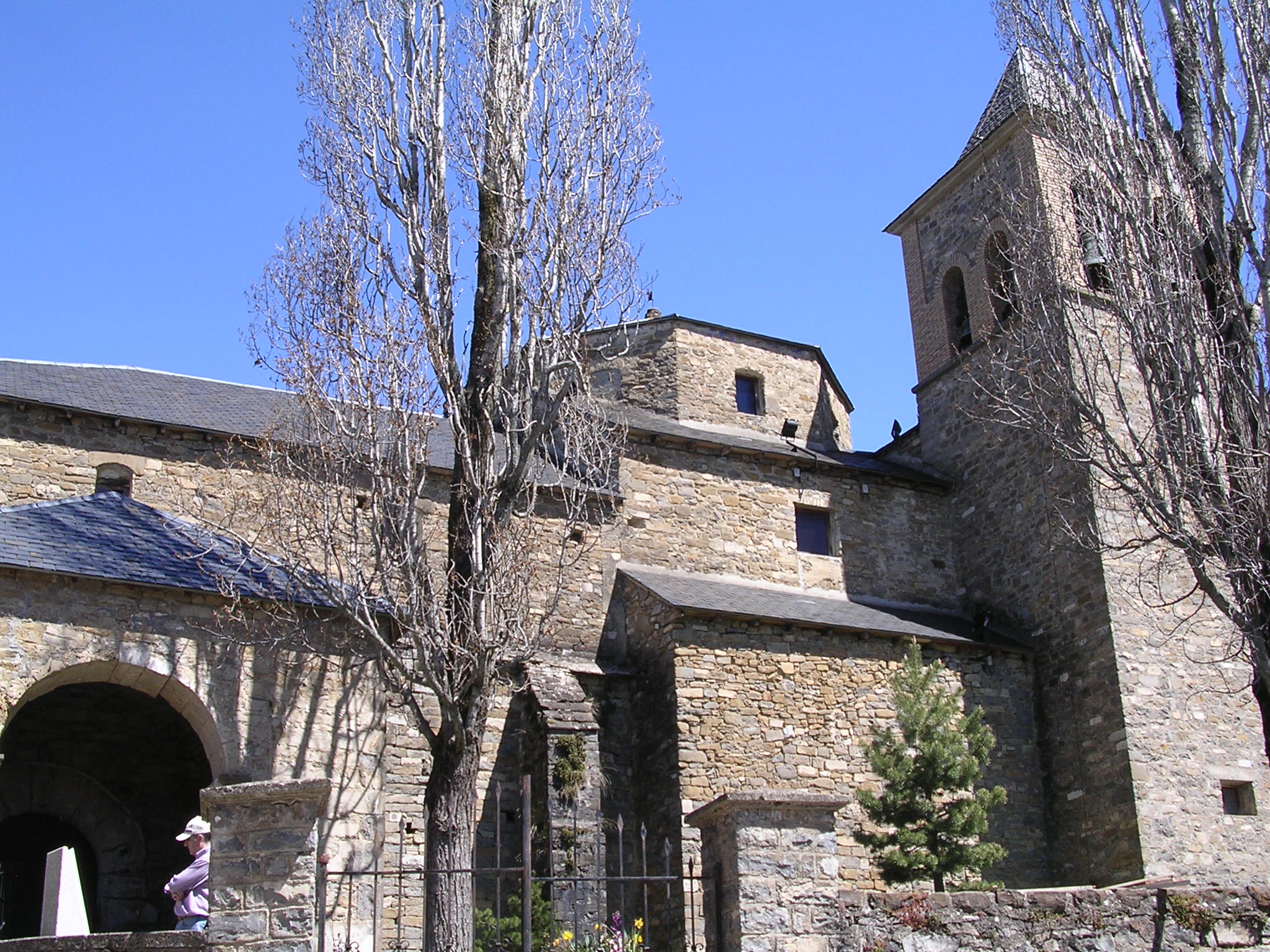
Kirche Nuestra Señora de la Asunción

## Gemeindegliederung
- Aísa
- Candanchú
- Esposa
- Sinués

## Nachbargemeinden
Nachbargemeinden von Aísa sind im Norden Ansó, im Osten Canfranc, Villanúa und Borau, im Süden Jaca und im Westen Valle de Hecho, Aragüés del Puerto und Jasa.

## Bevölkerungsentwicklung
Quelle: – grafische Aufarbeitung für Wikipedia

## Politik
| Sitzverteilung im Gemeinderat |      |      |      |      |
| Partei                        | 2003 | 2007 | 2011 | 2015 |
| PSOE de Aragón                | 4    | 4    | 4    | -    |
| PP de Aragón                  | 2    | 2    | 2    | -    |
| PAR                           | 1    | 1    | 1    | -    |
| Total                         | 7    | 7    | 7    | 7    |

Quelle: Spanisches Innenministerium

## Sehenswürdigkeiten
Siehe auch: Liste der Kulturdenkmale in Aísa
- Ermita de San Esteban
- Pfarrkirche Nuestra Señora de la Asunción